# 警察署長ジェッシィ・ストーン
ジェッシィ・ストーン（Jesse Stone）は、当初ロバート・B・パーカーにより書かれた推理小説のメインキャラクターである。パーカー後期の作品で、三人称を用いた最初のシリーズである。このシリーズは9冊の小説からなり、『暗夜を渉る』（Night Passage, 1997年）に始まり、2010年1月にパーカーが死亡する前に完成して死後出版された『暁に立つ』（Split Image, 2010年）に終わる。このシリーズはマイケル・ブランドマンにより書き継がれている。
ジェッシィ・ストーンのキャラクターは35歳頃から明らかになっている。マイナーリーグのショートであったが、利き腕の肩を壊した。アリゾナとカリフォルニアで育った。美しい妻に捨てられ、離婚後に始まった飲酒問題のため、ロサンゼルス市警強盗殺人課から辞職勧告を受けた。マサチューセッツ州の小さな町パラダイス（現実のマサチューセッツ州スワンプスコットにおおよそ基づいた架空の町）の警察署長の職の面接に、酔った状態で現れたが、汚職にまみれた町の評議会代表が、彼ならば簡単に操れるだろうと考え、雇われることになった。彼はすぐに、この町がメジャーリーグ級の犯罪、暴動、白人優越主義者、ふしだらな妻たち、三重殺人で充満していることに気付く。ストーンは予想していたよりもこの仕事が難しいことを知る。しかしストーンは有能であることを証明し、町の評議会代表の汚職をあばき、彼を逮捕する。シリーズは、パラダイス警察署長としてのストーンの事件を記録するとともに、彼のアルコールとの闘いと元妻との複雑な関係も描く。彼は町の警察署の警察官たちから尊敬され、好かれている。彼は州警察殺人課ヒーリー警部と、よい仕事上の関係と友情を育んでいる。
ジェッシィ・ストーンのキャラクターはひどく困った男であり、著者の投影である。パーカーはストーンを、自らの最初のシリーズのよく知られている主人公スペンサーと比較し、「ジェッシィは（スペンサーよりも）傷ついた人間であり自分自身を受け入れている」と語っている。

## 小説
ロバート・B・パーカー著
| # | 原題                 | 刊行年 | 邦題         | 刊行年 | 訳者   | 出版社   | 備考                                                                                          |
| - | -------------------- | ------ | ------------ | ------ | ------ | -------- | --------------------------------------------------------------------------------------------- |
| 1 | Night Passage        | 1997   | 暗夜を渉る   | 1998   | 菊池光 | 早川書房 | 2001年 暗夜を渡るに改題(ハヤカワ・ミステリ文庫),警察署長 ジェッシイ・ストーン 暗夜を渉る映画2 |
| 2 | Trouble in Paradise  | 1998   | 忍び寄る牙   | 1999   | 菊池光 | 早川書房 |                                                                                               |
| 3 | Death in Paradise    | 2001   | 湖水に消える | 2002   | 菊池光 | 早川書房 | 警察署長 ジェッシイ・ストーン 湖水に消える映画3                                               |
| 4 | Stone Cold           | 2003   | 影に潜む     | 2004   | 菊池光 | 早川書房 | ストーン・コールド -影に潜む-映画1                                                            |
| 5 | Sea Change           | 2006   | 訣別の海     | 2007   | 山本博 | 早川書房 | 警察署長ジェッシイ・ストーン 訣別の海映画4                                                    |
| 6 | High Profile         | 2007   | 秘められた貌 | 2007   | 山本博 | 早川書房 |                                                                                               |
| 7 | Stranger in Paradise | 2008   | 容赦なき牙   | 2008   | 山本博 | 早川書房 |                                                                                               |
| 8 | Night and Day        | 2009   | 夜も昼も     | 2010   | 山本博 | 早川書房 |                                                                                               |
| 9 | Split Image          | 2010   | 暁に立つ     | 2010   | 山本博 | 早川書房 |                                                                                               |

マイケル・ブランドマン著
| #  | 原題                                 | 刊行年 | 邦題 | 刊行年 | 訳者 | 出版社 | 備考 |
| -- | ------------------------------------ | ------ | ---- | ------ | ---- | ------ | ---- |
| 10 | Robert B. Parker's Killing the Blues | 2011   |      |        |      |        |      |
| 11 | Robert B. Parker's Fool Me Twice     | 2012   |      |        |      |        |      |
| 12 | Robert B. Parker's Damned If You Do  | 2013   |      |        |      |        |      |

## 映像化
『ジェッシィ・ストーン』シリーズは、CBSテレビにより、トム・セレックを主役にテレビドラマ化された。ドラマ化は順番を外れて始まったが、第4作まではあらすじとキャラクターはテレビネットワークに相応しく変更された点を除き、小説に一致している。セレックは、ストーンよりも年齢は上であるが（小説の30歳代後半に対し、50歳代後半から60歳代前半）、可能な限り小説に忠実にキャラクターを演じている。原作者パーカーは、ジェッシィ・ストーンの映画は自身の小説のテレビ化で最も正確なものだと述べ、ブログで「トムはキャラクターを体現している」とまで言っている。
警察署長としてトム・セレックは、スミス&ウェッソンのSW19115C45口径を携帯している。実生活でもセレックは、元軍人であり射撃の達人で、火器の収集家である。セレックがテレビで演じる武器を携帯する人物は、多くの場合SW1911A145口径を携帯している。しかし、小説の1作目でジェッシィ・ストーンは、LAPDで殺人課刑事であったときと同じく38スペシャルのスミス&ウェッソン36snub-noseリボルバーを携帯している。パーカーの私立探偵スペンサーも38スペシャルのスミス&ウェッソン36snub-noseリボルバーを13作までは携帯していた。最新作である Killing the Blues ではジェッシィ・ストーンはコルトコマンダー45口径1911A1を携帯している。
他のレギュラーキャラクターには、パラダイス署の部下として警官モリー・クレーン役のヴァイオラ・デイヴィス、警官ルーサー「スーツ」シンプソン役のコール・サダス、警官アンソニー・デアンジェロ役のヴィット・レッザがいる。デアンジェロは映画第5作の時点ではストーン所長に勧められて署を退職している。モリー・クレーンも同じく続けられていない。これはデイヴィスのスケジュールが他の映画の撮影と重なったためで、これにより彼女はこのシリーズから離れることになった。しかしジェッシィ・ストーンの小説においては、彼女は妊娠し家庭を作るために署を辞めたと説明されている。彼女の署内のポジションは、より小説のキャラクター・モリー・クレーンに近いキャシー・ベイカー演ずるローズ・ギャモンに代わっている。スティーヴン・マクハティはマサチューセッツ州警察のヒーリー警部として出演し、ウィリアム・ディヴェインはディックス医師を演じている。彼は元警官の精神科医でストーンは飲酒問題や他の個人的な問題で助けを得ている。ソウル・ルビネックは汚職にまみれた町の評議会代表ヘイスティの役を演じている。彼は牢獄から釈放され、地域の自動車ディーラーをしている。ヘイスティとジェッシイはその過去にもかかわらず友人となっている。
ロバート・ハーモンが1作（Jesse Stone: Innocents Lost はディック・ローリー）を除き、すべて監督している。ジェフ・ビールがオリジナル音楽を作曲、そのときまでの映画から選択された曲はヴァレス・サラバンデルによる限定CDとして2009年に発売された。
映画第5作からトム・セレックとマイケル・ブランドマンが脚本を書いている。第5作はパーカー（2010年にボストンの自宅で他の小説を執筆中に死亡した）の小説をもとにした、映画からの新展開であり、小説の展開からかなり乖離している。最近のテレビの話の流れでは、ジェッシイ・ストーンは町の評議会によりパラダイス署長としての職を辞めさせられている。評議会はストーンを早期退職させ、部分年金を与えた（誓約した元警官として、通常必要な許可なしでの火器の秘密保持を保証された）。町の評議会のトップは義理の息子を新たな署長に望んだ。ストーンはときおり「臨時コンサルタント」としてヒーリー警部に雇われ州警察の捜査を助けている。ストーンは、「まだ終わっていない」と言いながら彼の署長としての以前の仕事に復職すると主張している。ジェッシイの相棒、ゴールデンリトリバーのレジーは、「暗夜を渉る」のブーマーに代わりストーンを見守り、偉大な仕事をしている。レジーはジェッシイ・ストーンシリーズで重要な役割を果たしている。

### テレビドラマ
| # | 原題                              | 公開年 | 邦題                                       | 発売年 | 販売元                                 | 備考                                               |
| - | --------------------------------- | ------ | ------------------------------------------ | ------ | -------------------------------------- | -------------------------------------------------- |
| 1 | Stone Cold                        | 2005   | ストーン・コールド -影に潜む-              | 2009   | ソニー・ピクチャーズエンタテインメント | 小説4の映画化                                      |
| 2 | Jesse Stone: Night Passage        | 2006   | 警察署長 ジェッシイ・ストーン 暗夜を渉る   | 2009   | ソニー・ピクチャーズエンタテインメント | 小説1の映画化                                      |
| 3 | Jesse Stone: Death in Paradise    | 2006   | 警察署長 ジェッシイ・ストーン 湖水に消える | 2009   | ソニー・ピクチャーズエンタテインメント | 小説3の映画化                                      |
| 4 | Jesse Stone: Sea Change           | 2007   | 警察署長ジェッシイ・ストーン 訣別の海      | 2009   | ソニー・ピクチャーズエンタテインメント | 小説5の映画化                                      |
| 5 | Jesse Stone: Thin Ice             | 2009   | 警察署長ジェッシイ・ストーン 薄氷を漂う    |        |                                        | スター・チャンネルで放送                           |
| 6 | Jesse Stone: No Remorse           | 2010   | 警察署長ジェッシイ・ストーン 非情の影      |        |                                        | スター・チャンネルで放送                           |
| 7 | Jesse Stone: Innocents Lost       | 2011   | 警察署長ジェッシイ・ストーン 奪われた純真  |        |                                        | スター・チャンネルで放送、amazonビデオで視聴可能   |
| 8 | Jesse Stone: Benefit of the Doubt | 2012   | 警察署長ジェッシイ・ストーン 消された疑惑  |        |                                        | スター・チャンネルで放送、amazon DODで入手可能     |
| 9 | Jesse Stone: Lost in Paradise     | 2015   | 警察署長ジェッシイ・ストーン 4番目の真実   | 2015   | ソニー・ピクチャーズエンタテインメント | AXNミステリー（スカパー&ひかりTV）で2017年10月放送 |

### ジェッシィの愛犬と小説・ドラマ化の順番
このシリーズは、最初に小説4作目「影に潜む」（Stone Cold）がドラマ化された。好評だったためか、その後
- 1作目「暗夜を渉る」（Night Passage）
- 3作目「湖水に消える」（Death in Paradise）
- 5作目「訣別の海」（Sea Change）

が映画化された。その後の5作目「薄氷を漂う」以降は小説とは離れた展開となっており、9作目まで作成されている。5作目以降は順次視聴して問題ない。1作目から4作目をどういう順番で視聴すべきかであるが、小説の順で「暗夜を渉る」→「湖水に消える」→「影に潜む」→「訣別の海」とすると、レジーが「影に潜む」で初めて登場するのに、「湖水で消える」で既にジェッシィの愛犬となっており、矛盾している。したがって、小説の順と入れ替えて「暗夜を渉る」→「影に潜む」→「湖水に消える」→「訣別の海」と視聴していくべきだろう。